# Sirex
Sirex é um género de vespa-da-madeira da família Siricidae.